# إدوار ليفي
إدوارد ليفي (بالإنجليزية: Edward Levy)‏ (ولد ببروكلين , نيويورك) هو كاتب رعب أمريكي و صاحب 4 روايات منشورة , و جاء العنكبوت عام 1978 , بداخل الوحش عام 1981 , السكان المجاورون عام 1983 , وأخيرا الشئ الأكثر شرا في عام 2009.
روايتي و جاء العنكبوت و بداخل الوحش كانتا بقائمة أفضل الروايات ميعا بنيويورك ل 7 و 4 أسابيع علي التوالي , و قد تحولت رواية بداخل الوحش إلي فيلم عام 1982 .

## مؤلفات الكاملة
- وجاء العنكبوت (1978)
- بداخل الوحش (1981)
- السكان المجاورون (1983)
- الشئ الأكثر شرا (2009)
- الذئب الباكي (قريبا)
- جذر كل الشرور (قريبا)

## روابط خارجية
- إدوار ليفي على موقع IMDb (الإنجليزية)